# Sarmīte Ēlerte
Sarmīte Ēlerte, née le 8 avril 1957 à Riga, alors en Union soviétique, est une femme politique et journaliste lettonne, membre de l'Union civique (PS), puis d'Unité. Commandeur de l'ordre des Trois Étoiles.
En 1987, elle était le rédacteur en chef du journal ARS édité dans le cadre du festival de cinéma Arsenāls. Depuis 1989, elle est membre de l'Union cinématographique de Lettonie.
De 1992 à 2008, Ēlerte occupait le post de rédacteur en chef du quotidien Diena.
Elle a été ministre de la Culture de Lettonie du 3 novembre 2010 au 25 octobre 2011.